# Kanton Valence
Der Kanton Valence ist seit 1790 ein französischer Wahlkreis im Arrondissement Castelsarrasin, im Département Tarn-et-Garonne und in der Region Okzitanien. Der Hauptort ist Valence.

## Name des Kantons
Der offizielle Name des Kantons lautet gemäß dem Instituts géographique national Valence. Gleichzeitig ist auch der Name Canton de Valence-d'Agen gebräuchlich.

## Gemeinden
Der Kanton besteht aus 17 Gemeinden mit insgesamt 13.537 Einwohnern (Stand: 1. Januar 2022) auf einer Gesamtfläche von 225,40 km²:
| Gemeinde                   | Einwohner 1. Januar 2022 | Fläche km² | Dichte Einw./km² | Code INSEE | Postleitzahl |
| -------------------------- | ------------------------ | ---------- | ---------------- | ---------- | ------------ |
| Boudou                     | 755                      | 12,30      | 61               | 82019      | 82200        |
| Bourg-de-Visa              | 389                      | 14,41      | 27               | 82022      | 82190        |
| Brassac                    | 252                      | 20,37      | 12               | 82024      | 82190        |
| Castelsagrat               | 540                      | 22,50      | 24               | 82032      | 82400        |
| Espalais                   | 380                      | 7,87       | 48               | 82054      | 82400        |
| Gasques                    | 406                      | 13,43      | 30               | 82065      | 82400        |
| Golfech                    | 1.010                    | 9,72       | 104              | 82072      | 82400        |
| Goudourville               | 970                      | 11,27      | 86               | 82073      | 82400        |
| Lamagistère                | 1.213                    | 9,10       | 133              | 82089      | 82360        |
| Montjoi                    | 171                      | 14,67      | 12               | 82130      | 82400        |
| Perville                   | 169                      | 9,27       | 18               | 82138      | 82400        |
| Pommevic                   | 580                      | 5,75       | 101              | 82141      | 82400        |
| Saint-Clair                | 258                      | 8,35       | 31               | 82160      | 82400        |
| Saint-Nazaire-de-Valentane | 311                      | 17,44      | 18               | 82168      | 82190        |
| Saint-Paul-d’Espis         | 561                      | 26,07      | 22               | 82170      | 82400        |
| Saint-Vincent-Lespinasse   | 285                      | 9,44       | 30               | 82175      | 82400        |
| Valence                    | 5.287                    | 13,44      | 393              | 82186      | 82400        |
| Kanton Valence             | 13.537                   | 225,40     | 60               | 8214       | –            |

Bis zur landesweiten Neuordnung der französischen Kantone im März 2015 gehörten zum Kanton Valence die elf Gemeinden Castelsagrat, Espalais, Gasques, Golfech, Goudourville, Lamagistère, Montjoi, Perville, Pommevic, Saint-Clair und Valence. Sein Zuschnitt entsprach einer Fläche von 125,40 km2. Er besaß vor 2015 den INSEE-Code 8222.